# ヒラタケ
ヒラタケ（平茸、学名: Pleurotus ostreatus）はヒラタケ科ヒラタケ属のキノコ（菌類）である。食用キノコの一つであり、風味が良く、シメジに似た味わいがある。

## 名前
和名の由来は、生長すると傘が平らに開くことから「平茸」と名がついている。
別名カンタケ（寒茸）、ホンヒラタケ（本平茸）、アワビタケ。地方名も多くあり、カンタケ、ワカイ、ヨノミタケ、カノガ、ソロバンダマ、オワケ、ブナワカイなどもよばれている。
かつては、本種をビン栽培して株立ち状に仕立てたものが「シメジ」を名乗って流通していたが、その後シメジ科シロタモギタケ属のブナシメジが「ホンシメジ」と称して流通するようになり、品質でも名称でも劣るヒラタケの「シメジ」は徐々に姿を消していった。ヒラタケはその後、袋栽培などによって、ビン栽培よりも傘が大きい野生の形状に近い姿に仕立てることによって、再び市場に出回るようになった。

## 分布・生態
全世界の温帯の山林で普通に自生する。
木材腐朽菌（腐生菌、腐生性）。晩秋から早春にかけて、主にコナラ、クヌギ、ブナなど主に広葉樹林（まれに針葉樹）の朽木や切り株、倒木、河原のヤナギなどに、いくつか重なり合って発生する。寒い時期に発生することから「寒茸」（カンタケ）の名もある。公園や街路樹など、身近なところにも生える。

## 形態
子実体の傘は、径5 - 20センチメートル (cm) の半円形。中央が窪んでじょうご型になるものもある。はじめのうちは半球形（まんじゅう形）で、傘が開くと貝殻形から半円形、扇形、腎臓形、ときに漏斗形になる。色はほぼ黒色→灰褐色→灰色→淡色と変化する。表面は平滑でぬめりはない。老菌になると傘は色褪せてくる。ひだは白色から淡灰色で、密で、柄にある場合には柄に長く垂生する。柄は多くは無柄で、ある場合は側生、偏心生、中心生で長さ1 - 4 cm短く、基部には白色菌糸が密生する。肉質は白色で厚く、やや強靱である。胞子は8 - 11×3 - 4マイクロメートル (μm) の円柱形。線虫捕食菌としても知られる。
栽培品は培地の条件により成長時の外観が変わり、天然条件や切り株栽培の場合は傘は中心生よりも偏心生が多く、毒キノコのツキヨタケに似た形状にもなる。おがくず菌床栽培の場合は円柱状（とっくり）の軸の上に傘と言うホンシメジの様な典型的なキノコの外観をもつ。

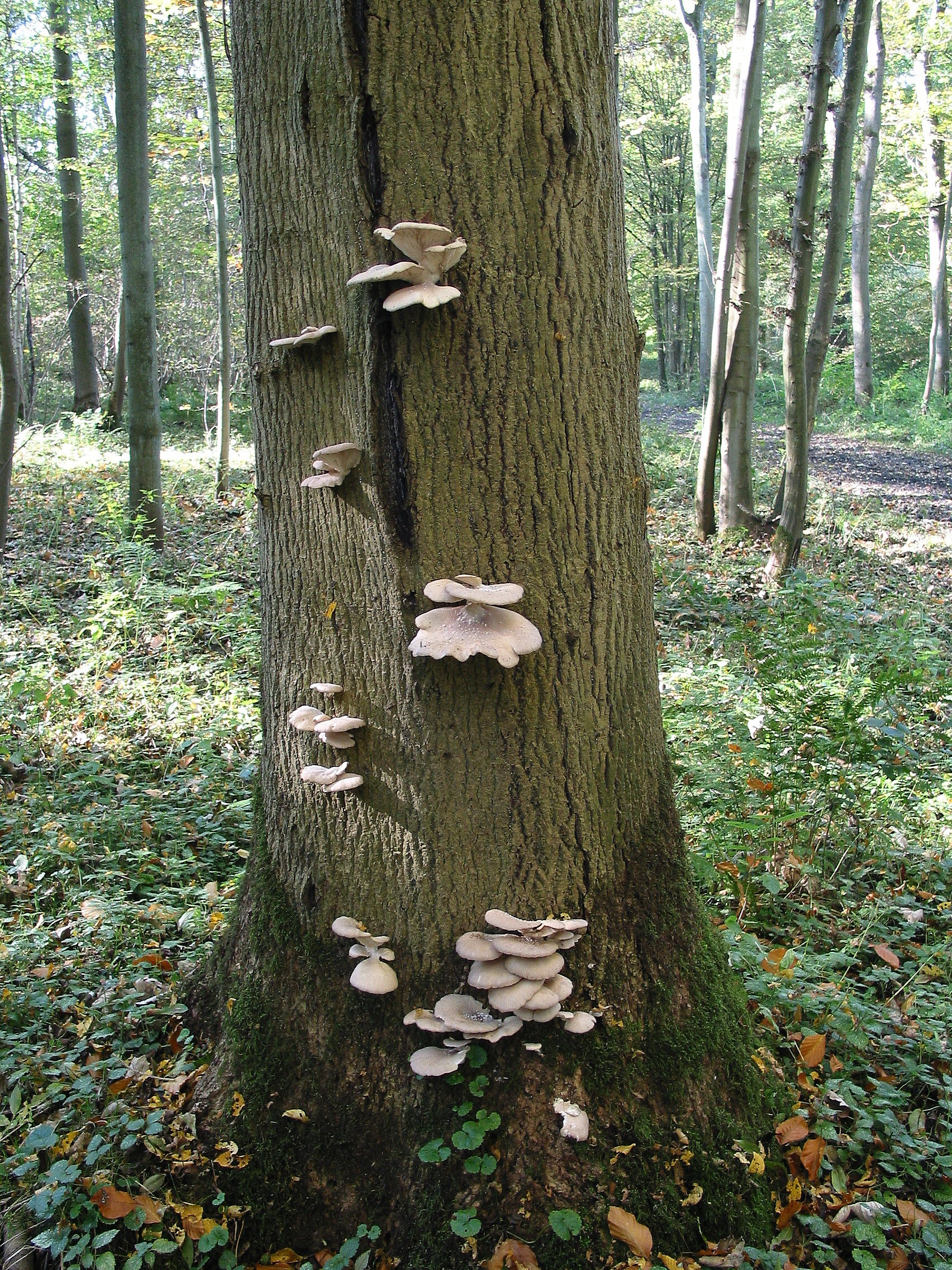
原木に発生
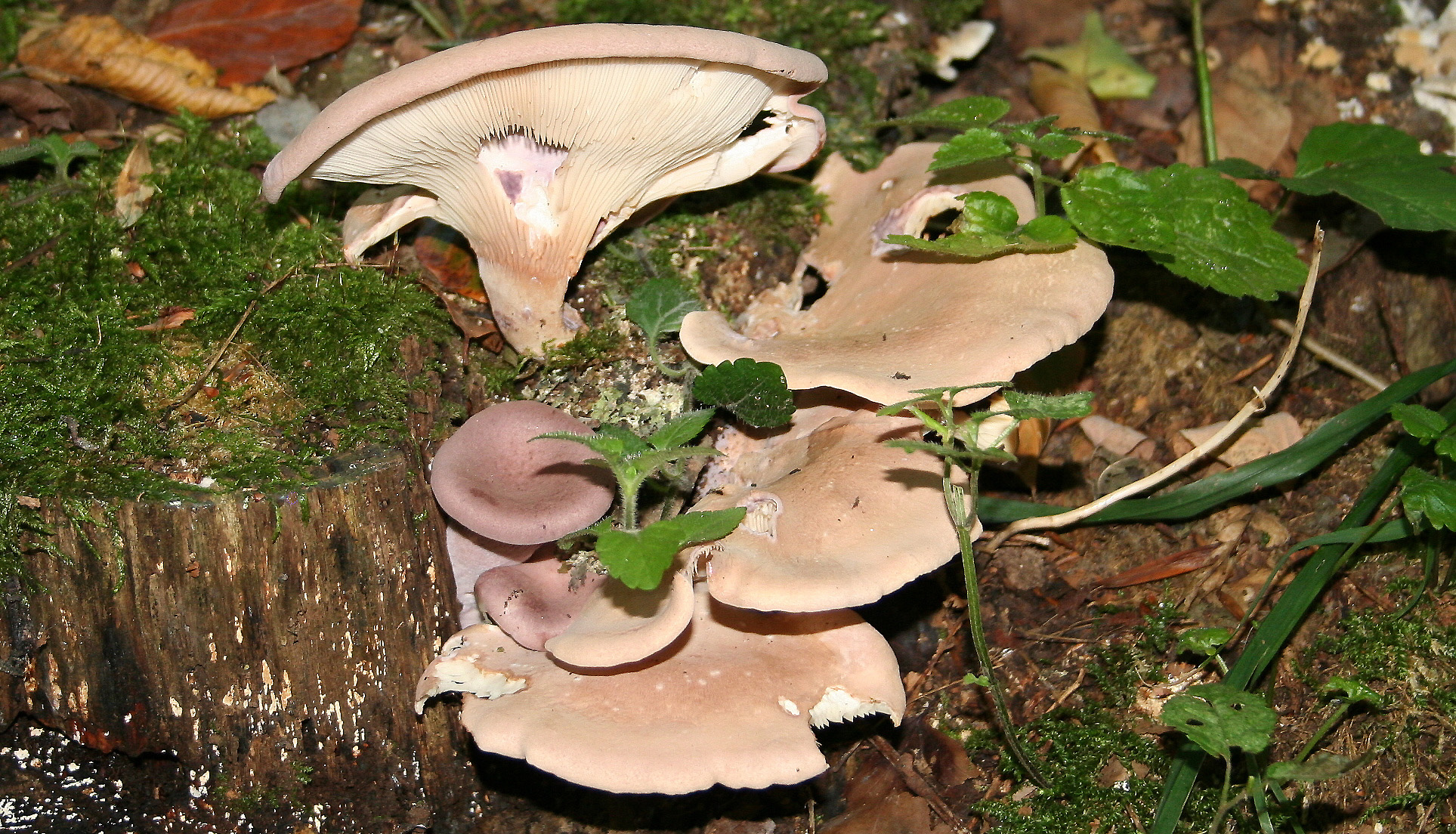
傘の表面は滑らか
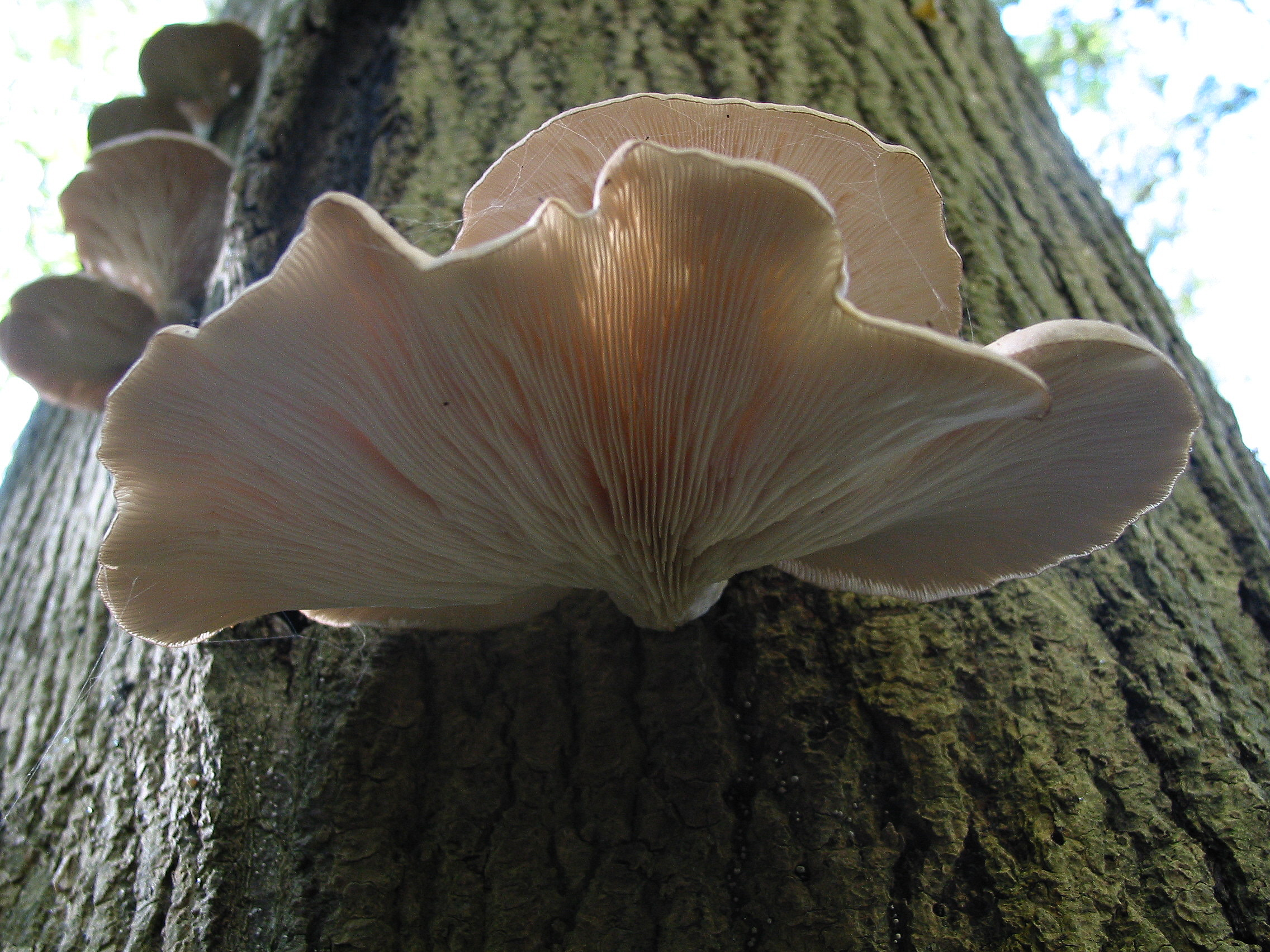
ヒダは密で灰白色
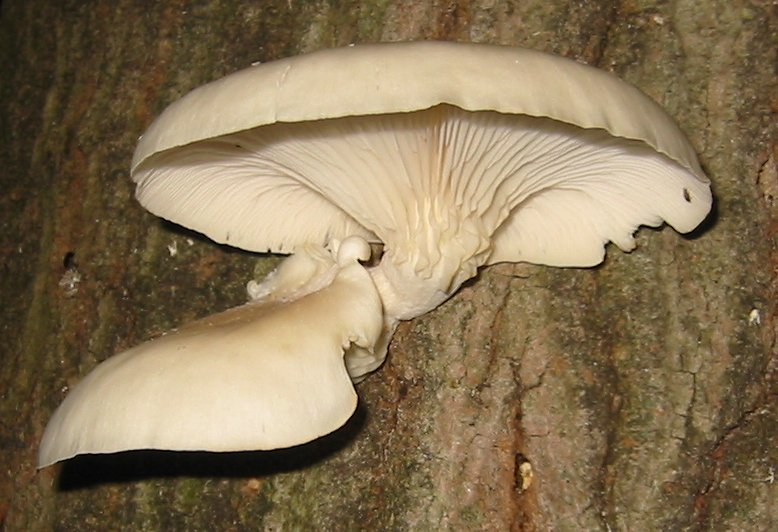
柄は中心から偏る場合が多い
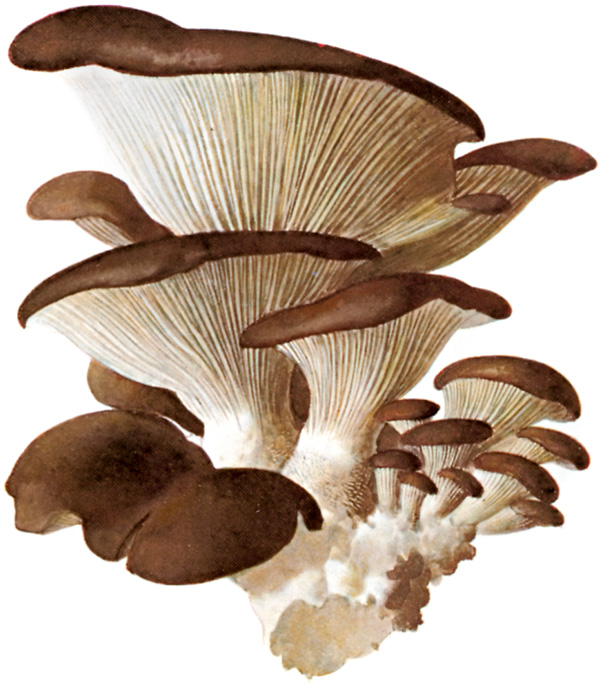
イラスト

## 近縁のキノコ
同じヒラタケ属 Pleurotus の近縁種として、同じく食用となるウスヒラタケ Pleurotus pulmonarius 、タモギタケ Pleurotus cornucopiae 、トキイロヒラタケ Pleurotus salmoneostramineus 、オオヒラタケ Pleurotus cystidiosus、エリンギ Pleurotus eryngii がある。ウスヒラタケは初夏から秋に発生し、名の通りヒラタケよりも肉が薄い。タモギタケやオオヒラタケ（台湾）、エリンギについては人工栽培も行われている。

## 食用
エノキタケとともに、キノコ狩りシーズンの最後のころに採れるキノコである。肉質は堅く締まって分厚い。本種は淡泊な味で香りもおだやかで癖がなく、汁物、鍋物、すき焼き、鉄板焼き、炊き込みご飯、天ぷら、うどん、素焼き、バター炒め、グラタン、中華、エスニックなどさまざまな料理に利用でき、また加工食品にも用いられる。新鮮なときの傘の色は、灰色をしている。食味は、歯切れが良くてやわらかく、旨みが強い。あまり大きく育ったものは、堅すぎることもある。
世界中で栽培されるポピュラーなキノコであり、日本でもホンシメジに似た小型の栽培ものが全国的に流通しており、「シメジ」という名称で販売もされていた。長野県産は「信州しめじ」の名前でも流通している。ただしブナシメジの流通量拡大におされ流通及び生産量は減少している。野生品は栽培品よりも肉厚で歯ごたえがあり、美味である。特に寒い時期に生えてきたものは肉厚になって、シチューや煮込み料理に使うと、しっかりした歯ごたえと格別な味わいがあるという。
2014年に、日本産のヒラタケと海外産のヒラタケ属であるオイスターマッシュルームを交配し、形が崩れにくく品種改良したヒラタケが「霜降りひらたけ」の名で流通している。

### 日本での歴史
ワカイともよばれ古くから珍重されてきた食用菌であり、平安時代中期には食用にされていた。一説には、縄文人も食していたともいわれる。
藤原実資『小右記』には、遊興の際の食物の一つとして「平茸一折樻」が記録されているほか、「近来往々食茸有死者、永禁断食平茸、戒家中上下」と、毒キノコによる死亡事故の多発を理由に家中にヒラタケを食べることを禁じる旨が記されている。また、『今昔物語集』には、受領の藤原陳忠が谷底に落ちたついでにヒラタケを採ったという巻二十八「信濃守藤原陳忠落入御坂語」をはじめ、ヒラタケの登場する説話が複数存在する。『梁塵秘抄』巻第二にも、「聖の好むもの、比良の山をこそ尋ぬなれ、弟子遣りて、松茸、平茸、滑薄、…」という歌があり、マツタケやエノキタケと並んでヒラタケが挙げられている。
岡村稔久は、平安時代の文献にヒラタケの話が多くマツタケの話が少ない理由として、平安時代前期ごろまでは平安京周辺に広葉樹林が多く残っており、中期以降にマツ林が増えていったことを述べている。
鎌倉時代以降も食材として親しまれ、『平家物語』巻八「猫間」、『宇治拾遺物語』巻一ノ二「丹波国篠村平茸生の事」、『古今著聞集』巻十八「飲食　観知僧都」などに登場するほか、『庭訓往来』や現存最古の茶会の記録である『松屋会記』などにヒラタケを使った料理が記載されている。

### 類似の毒キノコ
よく似た毒キノコにツキヨタケがあり、ツキヨタケに関しては毎年食中毒者が出ており注意を要する。見分け方は、ツキヨタケは柄を裂くと黒色のシミが確認できるが、ヒラタケにはない点である。ただし、ツキヨタケでも若い子実体などで黒いシミが無い個体もある。その場合は、本種にはなくツキヨタケにあるリング状のつばを確認して判断する。『今昔物語集』巻二十八「金峯山別当食毒茸不酔語」にも、ヒラタケと偽ってツキヨタケの汁物でもてなす毒殺未遂の説話が記載されている。

## 栽培
主に菌床栽培であるが、原木栽培では「短木」「普通長木」「伐根」法で栽培され、天然物と同様のきのこが栽培できる。さまざまなメーカーから種菌が販売されており、家庭栽培も容易である。
2018年（平成30年）に日本では4,001トン、19億円のヒラタケが生産された。
原木栽培に使える樹種は多数ある。最適樹はブナ、クルミ、シデ、ヤナギ、リンゴ、ポプラ、モミジ、ミカン、ヤマフジ、タラノキ、ハンノキ、ハリギリ、エゴノキ、エノキ、アオギリであり、適樹としてはカキ、クワ、ネムノキ、サクラ、トチノキ、ヤマナラシ、サルスベリ、ツバキ、ムクノキ、シラカンバ、ホオノキ、ドロノキ、ナシ、ケヤキなどが挙げられる。基本的に広葉樹であればほとんど利用できるが、クリやコナラのように木質が硬い木、芯が多い木や精油成分の多い木は不適である。
また、人家周辺の木、例えば街路樹の幹や根元、公園の木などにも発生する身近なきのこである。

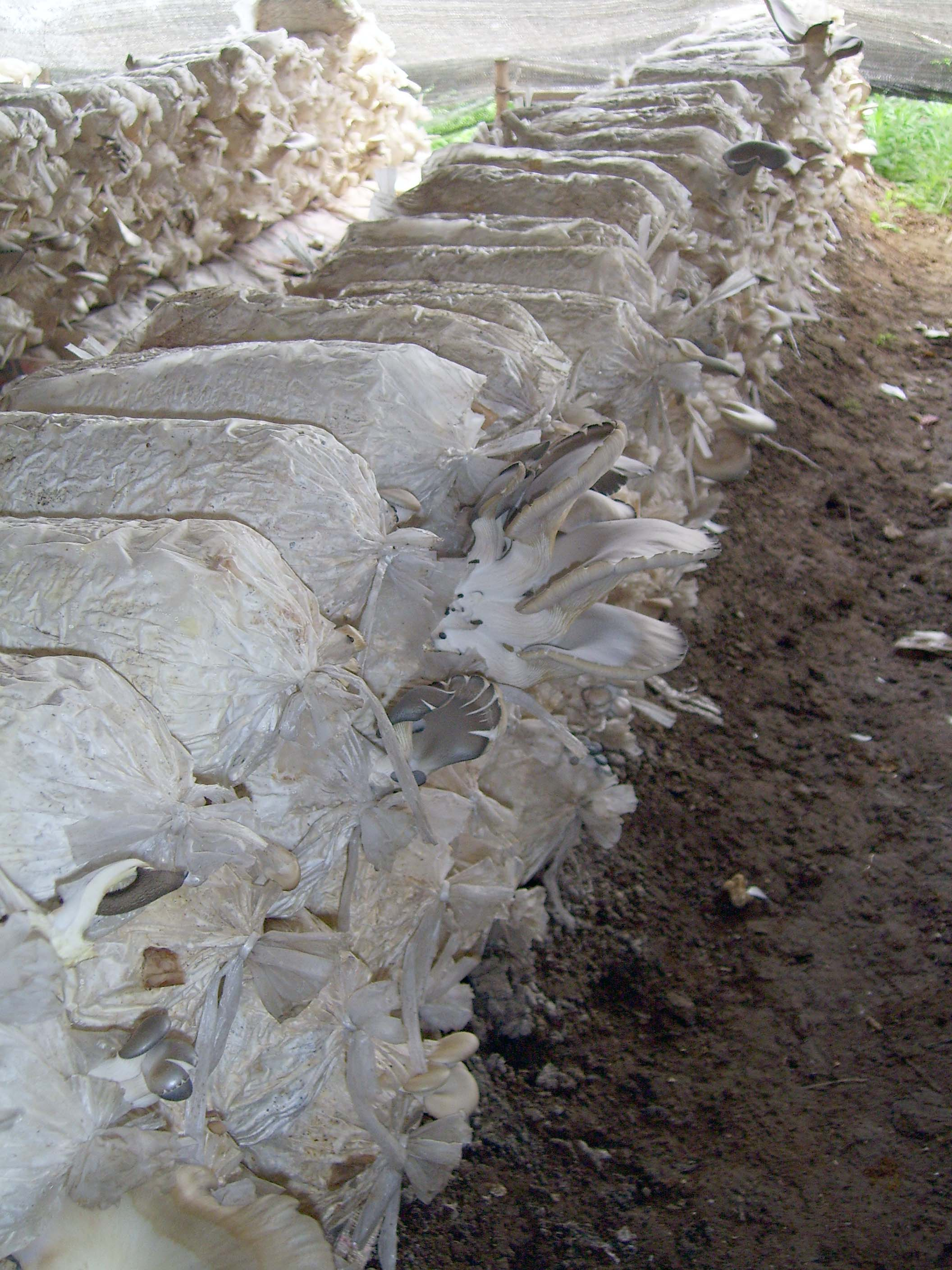
ヒラタケ栽培の様子、菌床は袋に詰めて側面から発生させている（北京）。
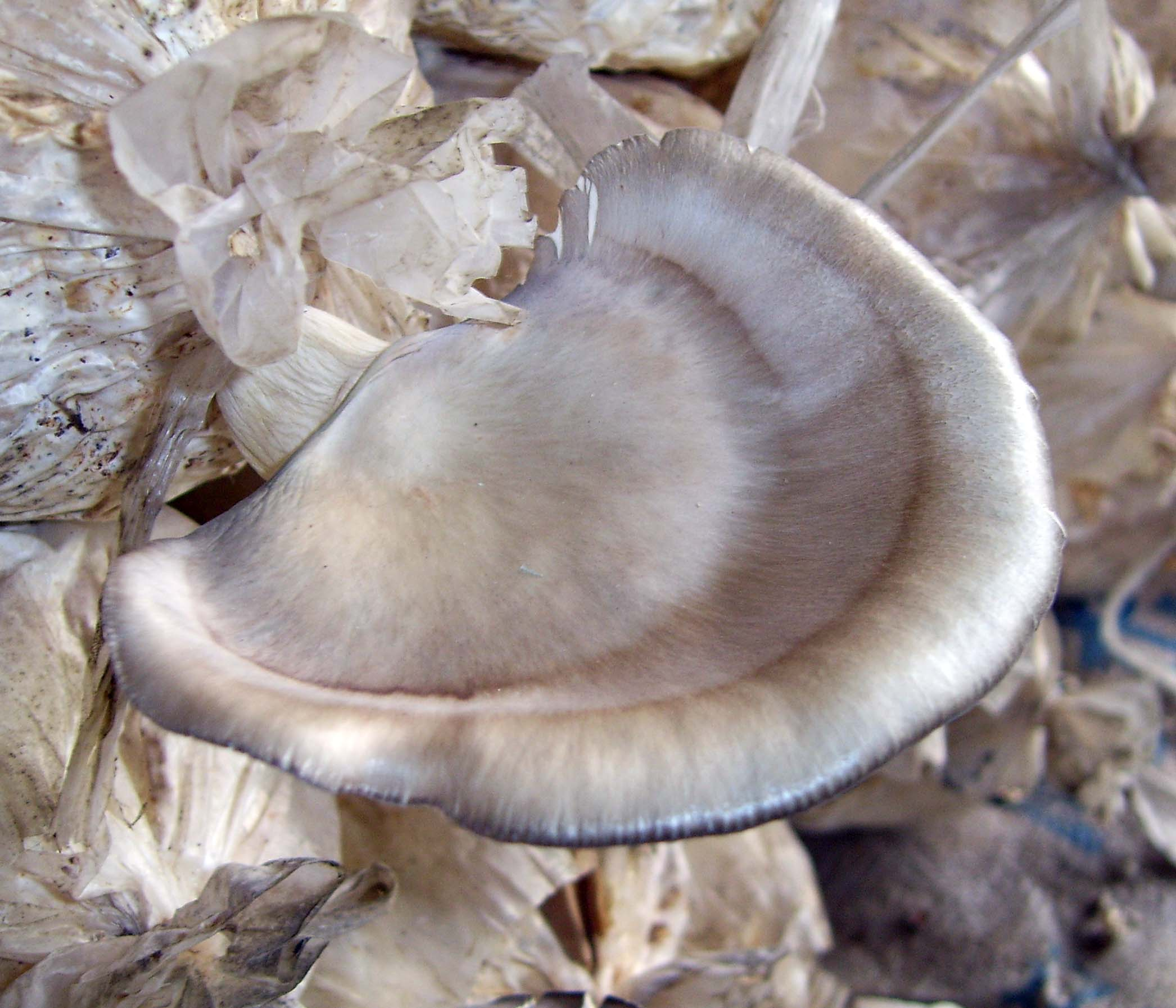
菌床栽培例 拡大
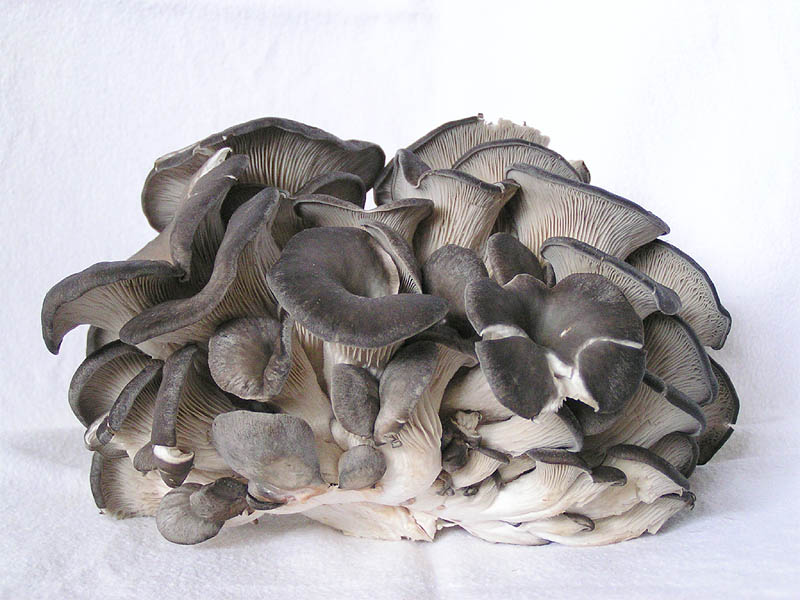
瓶または平床による菌床栽培品
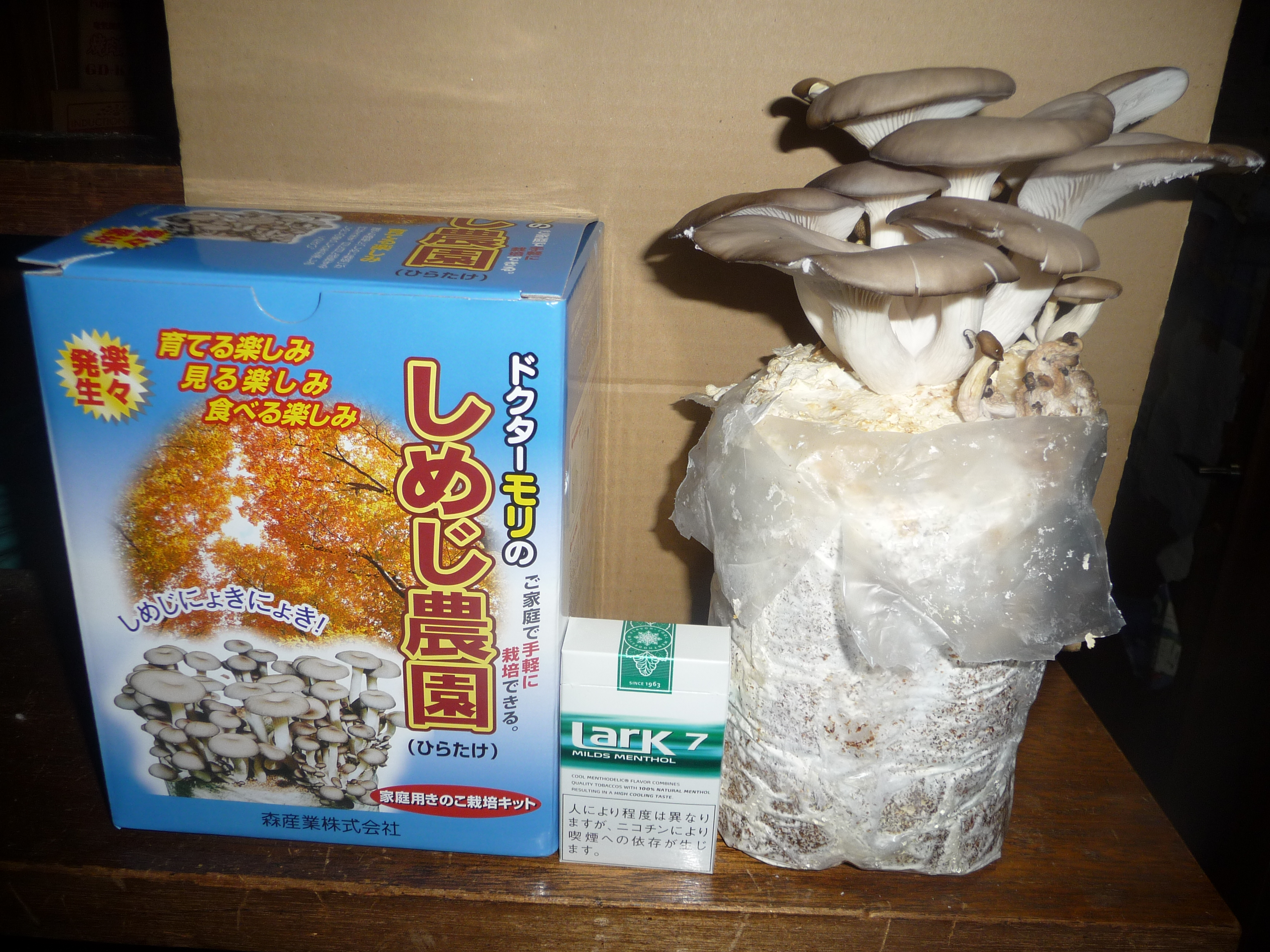
市販のキノコ栽培キット（菌床栽培キット）を利用した栽培例

### 栽培特性
- 温度、最適温度は25℃前後、子実体の発生温度は10 - 20℃、適温は13 - 16℃。菌糸体はpH3 - 11 の範囲で伸長するが、pH 6.5 付近が菌糸体伸長最適である[14]。
- 炭酸ガス濃度、子実体の生育に最適な濃度は0.1%以下。0.3%を超えると柄の徒長や傘の展開不良を起こし、0.6%を超えると傘の奇形や生育停止となる。
- 光、子実体発生時の光量は、200 - 500 ルクス
- 湿度、80%以上

### 食用以外の利用
オオクワガタなどクワガタムシの幼虫を育成する際に用いられる「菌糸ビン」（菌床ボトル）は、きのこの菌床栽培の技術を応用し、クヌギ・ナラ・ブナなどのオガ粉にキノコの菌を植えてボトルに詰めたもので、「オオヒラタケ」やヒラタケの菌がよく用いられている。森田紳平は菌糸ビンに用いられている「オオヒラタケ」の菌について、クワガタブームの際に昆虫についてあまり知らないきのこ業者が多数菌糸ビンの販売に参入したことから、オオクワガタの幼虫に適した菌種を探すというより、彼らが食用として販売していたヒラタケの菌床そのものを流用したものが多いため、「オオヒラタケ」の分類上の学名などは不明点が多いが、市場で「シメジ」として販売されていたヒラタケがその正体ではないかと指摘している。一方でキノコの専門家から聞いた意見として、「シメジ」の菌糸ビンはヒラタケ、「オオヒラタケ」の菌糸ビンはウスヒラタケがその正体であるとも述べている。また「オオヒラタケ」については、きのこ業界で一時期「ヒマラヤヒラタケ」として流通したヒラタケ類ではないかという説もある。